# 수영 자유형 100m 대한민국 기록 추이
수영 자유형 100m 대한민국 기록 추이는 다음과 같다.

## 남자
| # | 기록        | 차이     | 선수   | 소속          | 날짜         | 대회명                                                 | 개최지                | 경기장                       | 주석 및 기타                                          | 동영상 |
| - | ----------- | -------- | ------ | ------------- | ------------ | ------------------------------------------------------ | --------------------- | ---------------------------- | ----------------------------------------------------- | ------ |
|   | 1분 3초 5   |          | 김경환 | 양정고        | 1961. 07. 09 | 군사 혁명 체육 축전                                    | 대한민국 서울         |                              | 종전: 1분 3초 8                                       |        |
|   | 1분 3초 3   | - 0.2초  | 김경환 | 양정고        | 1961. 08. 14 | 제42회 전국 체육 대회                                  | 대한민국 서울         | 서울운동장풀                 | [ 2 ]                                                 |        |
|   | 1분 3초 0** | - 0.3초  | 김경환 | 양정고        | 1961. 08. 26 | 제33회 전국 남녀 학생 수상 경기 대회                   | 대한민국 서울         | 서울운동장풀                 | [ 3 ]                                                 |        |
|   | 1분 02초 5  | - 초     | 김경환 | 양정고        | 1962. 07. 05 | 수상공인기록획                                         | 대한민국 서울         | 서울운동장풀                 | 종전 1분 03초 1**                                     |        |
|   | 58초 6      |          | 노창수 | 양정고        | 1971. 06. 19 | 제17회 서울시 남녀 초중고대학별 수영 대회              | 대한민국 서울         | 서울운동장 풀                | 남고부 계영 1번 영자. 종전기록 59.8(김봉조 10년 지속) |        |
|   | 57초 7      | - 0.9초  | 조오련 |               | 1972. 10. 08 | 제53회 전국 체육 대회                                  | 대한민국 서울         | 태릉 국제 수영장             | 일반부 계영 400m 1번 영자.                            |        |
|   | 57초 33     | - 0.37초 | 이훈철 | 충남고        | 1979. 10. 13 | 제60회 전국 체육 대회                                  | 대한민국 대전         |                              | 남고부 예선                                           |        |
|   | 57초 05     | - 0.28초 | 강창범 | 해군          | 1980. 08. 11 | 제52회 동아 수영 대회                                  | 대한민국 서울         | 서울운동장수영장             | [ 8 ]                                                 |        |
|   | 56초 80     | - 0.25초 | 이훈철 |               | 1980. 10. 08 | 제61회 전국 체육 대회                                  | 대한민국 전주         |                              | [ 9 ]                                                 |        |
|   | 56초 57     | - 0.23초 | 이훈철 | 한국체대      | 1981. 05. 06 | 유니버시아드 대비 최종 평가전                          | 대한민국 서울         | 잠실 실내 수영장             | [ 10 ]                                                |        |
|   | 55초 97     | - 0.60초 | 이훈철 | 상무          | 1981. 07. 17 | 제36회 전국 초중고대학일반 대항 수영 대회              | 대한민국 서울         | 서울 운동장 수영장           | 계영 400m 1번 영자                                    |        |
|   | 55초 48     | - 0.49초 | 이훈철 | 한국체대      | 1981. 08. 09 | 제53회 동아 수영 대회                                  | 대한민국 서울         | 서울 운동장 수영장           | [ 12 ]                                                |        |
|   | 55초 41     | - 0.07초 | 김진명 | 한국체대      | 1984. 03. 26 | 제2회 아시아 수영 선수권 대회 참가 선수 최종 평가전    | 대한민국 서울         | 잠실 수영장                  | [ 13 ]                                                |        |
|   | 55초 15     | - 0.26초 | 이훈철 | 상무          | 1985. 06. 21 | 제5회 아산기 쟁탈 전국 수영 대회                       | 대한민국 서울         |                              | [ 14 ]                                                |        |
|   | 54초 89     | - 0.26초 | 이훈철 | 상무          | 1985. 06. 23 | 제5회 아산기 쟁탈 전국 수영 대회                       | 대한민국 서울         | 잠실 수영장                  | 계영 400m 1번 영자                                    |        |
|   | 54초 69     | - 0.20초 | 이훈철 | 상무          | 1985. 08. 12 | 제57회 동아 수영 대회                                  | 대한민국 서울         | 동대문 운동장 수영장         | [ 16 ]                                                |        |
|   | 54초 42     | - 0.27초 | 이훈철 |               | 1985. 10. 11 | 제66회 전국 체육 대회                                  | 대한민국 춘천         | 춘천실내수영장               | [ 17 ]                                                |        |
|   | 54초 31     | - 0.11초 | 이훈철 | 상무          | 1986. 03. 01 | 대표 선수 기록 평가회                                  | 대한민국 서울         | 태릉훈련원수영장             | [ 18 ]                                                |        |
|   | 54초 27     | - 0.04초 | 이훈철 | 상무          | 1986. 04. 18 | 제41회 전국 수영 대회                                  | 대한민국 대구         | 두류 수영장                  | 계영 400m 1번 영자                                    |        |
|   | 54초 21     | - 0.06초 | 권상원 | 공주사대      | 1987. 10. 17 | 제68회 전국 체육 대회                                  | 대한민국 목표         | 목포 실내 수영장             | [ 20 ]                                                |        |
|   | 54초 18     | - 0.03초 | 송광선 | 전남체고      | 1988. 05. 14 | 제7회 대통령기 전국 수영 대회 겸 제69회 전국 체육 대회 | 대한민국 목표         | 목포 실내 수영장             | 남고부 1위.                                           |        |
|   | 54초 17     | - 0.01초 | 권상원 | 공주사대      | 1988. 05. 15 | 제7회 대통령기 전국 수영 대회 겸 제69회 전국 체육 대회 | 대한민국 목표         | 목포 실내 수영장             | 남일반 계영 400m 1번 영자                             |        |
|   | 53초 84     | - 0.33초 | 권상원 | 금천고        | 1989. 04. 27 | 제44회 전국 수영 대회                                  | 대한민국 대구         | 두류 수영장                  | [ 23 ]                                                |        |
|   | 53초 62     | - 0.22초 | 권상원 | 공주사대      | 1989. 09. 27 | 제70회 전국 체육 대회                                  | 대한민국 안양         | 안양시 수영장                | [ 24 ]                                                |        |
|   | 53초 52     | - 0.10초 | 이윤안 | 경남체고      | 1989. 9. 27  | 제70회 전국체육대회                                    | 대한민국 안양         | 안양시 수영장                | 남고계영 400m 1번 영자                                |        |
|   | 53초 41     | - 0.11초 | 이윤안 | 경남체고      | 1990. 04. 05 | 제45회 전국 수영 대회                                  | 대한민국 대구         | 두류 수영장                  | 남고 계영 400m 1번 영자.                              |        |
|   | 53초 38     | - 0.03초 | 이윤안 | 경남체고      | 1990         | 제11회 아시안 게임                                     | 중화인민공화국 베이징 |                              |                                                       |        |
|   | 53초 35     | - 0.03초 | 이윤안 | 경남체고      | 1990. 10. 17 | 제71회 전국 체육 대회                                  | 대한민국 청주         | 청주 실내 수영장             | 남고 계영 400m 1번 영자                               |        |
|   | 53초 10     | - 0.25초 | 이윤안 | 경남체고      | 1991. 06. 21 | 제19회 해군참모총장배 전국 수영 대회                   | 대한민국 서울         | 올림픽 공원 실내수영장       | [ 27 ]                                                |        |
|   | 52초 67     | - 0.43초 | 이윤안 | 경남체고      | 1991. 09. 10 | 제10회 대통령기 전국 수영 대회]]                       | 대한민국 청주         | 청주 실내 수영장             | [ 28 ]                                                |        |
|   | 52초 51     | - 0.16초 | 김동현 | 대동고        | 1993. 04. 07 | 제65회 동아 수영 대회                                  | 대한민국 서울         | 올림픽 수영장                |                                                       |        |
|   | 52초 43     | - 0.08초 | 우원기 | 한국체대      | 1994. 06. 30 | 94 아시안 게임 수영 국가 대표 선발전                   | 대한민국 서울         | 한국체육대학교 수영장        |                                                       |        |
|   | 52초 19     | - 1.09초 | 우원기 | 경북대        | 1994. 08. 25 | MBC배 수영 대회                                        | 대한민국 서울         | 올림픽 수영장                | [ 29 ]                                                |        |
|   | 52초 16     | - 0.03초 | 고윤호 | 강원체고      | 1996. 10. 09 | 제77회 전국 체육 대회                                  | 대한민국 춘천         | 춘천종합경기장 수영장        |                                                       |        |
|   | 52초 05     | - 0.11초 | 고윤호 | 경남체고      | 1997. 03. 11 | 제52회 회장배 전국 수영 대회                           | 대한민국 부산         | 사직 실내 수영장             |                                                       |        |
|   | 51초 84     | - 0.21초 | 고윤호 | 강원대        | 1997. 04. 11 | 제17회 아산기 수영 대회                                | 대한민국 서울         | 올림픽 수영장                | [ 30 ]                                                |        |
|   | 51초 50     | - 0.34초 | 김민석 | 동아대        | 2000. 02. 20 | 대표 선발전                                            | 대한민국 대전         | 대전 수영장                  |                                                       |        |
|   | 51초 14     | - 0.36초 | 김민석 | 동아대        | 2000. 03. 31 | 아시아 수영 선수권 대회                                | 대한민국 부산         | 사직 실내 수영장             | 1위                                                   |        |
|   | 50초 49     | - 0.65초 | 김민석 | 동아대        | 2000. 09. 19 | 제27회 하계 올림픽                                     | 오스트레일리아 시드니 |                              | 예선 24위. 아시아 신기록                              |        |
|   | 50초 39     | - 0.10초 | 박태환 | 경기고        | 2006. 06. 19 | 국가대표 공인기록회                                    | 대한민국 울산         | 문수 실내 수영장             |                                                       |        |
|   | 50초 02     | - 0.37초 | 박태환 | 경기고        | 2006. 12. 06 | 제15회 아시안 게임                                     | 카타르 도하           |                              | 2위                                                   |        |
|   | 49초 32     | - 0.70초 | 박태환 | 경기고        | 2007. 10. 13 | 제88회 전국 체육 대회                                  | 대한민국 광주         | 염주 수영장                  | 1위                                                   |        |
|   | 48초 94     | - 0.38초 | 박태환 |               | 2008. 10. 15 | 제89회 전국 체육 대회                                  | 대한민국 목포         | 목포 실내 수영장             |                                                       |        |
|   | 48초 70     | - 0.24초 | 박태환 | 대한민국 대표 | 2010. 11. 17 | 제16회 아시안 게임                                     | 중화인민공화국 광저우 | 아오티 수영장                | 1위                                                   |        |
|   | 48초 42     | - 0.28초 | 박태환 |               | 2014. 02. 28 | 뉴사우스웨일스 주 오픈 선수권 대회                     | 오스트레일리아 시드니 | 시드니 올림픽 공원 수영 센터 | 3위                                                   |        |
|   | 47초 56     | - 0.86초 | 황선우 |               | 2021. 07. 28 | 2020 도쿄올림픽' 남자 100m 자유형 준결승               |                       |                              |                                                       |        |

## 여자
| # | 기록        | 차이       | 선수   | 소속         | 날짜             | 대회명                                              | 개최지            | 경기장                | 주석 및 기타                                        | 동영상 |
|   | 1분 11초 6  |            | 임금자 | 수도여사대   | 1966. 06. 18(19) | 제12회 서울시 남녀 초중고대학별 대항 수영 경기 대회 | 대한민국 서울     | 서울운동장 풀         | 종전 1분 14초 2                                     |        |
|   | 1분 09초 8  | - 0.1초 ** | 김정희 | 상명여고     | 1971. 06.        | 제17회 서울시 남녀 초중고대학별 수영 대회           | 대한민국 서울     | 서울운동장 풀         | 종전기록 1.09.9                                     |        |
|   | 1분 07초 8  | - 0.6초    | 최연숙 | 근명여고     | 1975. 4. 30      | 제6회 아시아에이지그룹수영선수권대회 5차기록평가회  | 대한민국 서울     | 태릉국제수영장        | 종전: 1분 08초 8                                    |        |
|   | 1분 07초 2  | - 0.6초    | 최연숙 | 근명여고     | 1975. 07. 03     | 제7회 해군 참모 총장배 쟁탈 전국 수영 대회          | 대한민국 서울     | 서울운동장수영장      | [ 36 ]                                              |        |
|   | 1분 07초 0  | - 0.2초    | 최연숙 | 근명여고     | 1976. 07. 17     | 제31회 전국 남녀 초중고대학별 수영 대회             | 대한민국 서울     | 서울운동장수영장      | [ 37 ]                                              |        |
|   | 1분 06초 00 | - 1.00초   | 최연숙 | 근명여상     | 1976. 08. 06     | 제8회 해군 참모 총장배 쟁탈 전국 수영 대회          | 대한민국 서울     | 서울운동장수영장      | [ 38 ]                                              |        |
|   | 1분 05초 80 | - 0.20초   | 최연숙 |              | 1977. 10. 29     | 제22회 전국 남녀 수영 선수권 대회                   | 대한민국 서울     | 동대문 스위밍 센터    | [ 39 ]                                              |        |
|   | 1분 05초 75 | - 0.05초   | 김성진 | 재미교포     | 1979. 07. 16     | 제34회 전국 종별 수영 대회                          | 대한민국 서울     | 서울운동장수영장      | [ 40 ]                                              |        |
|   | 1분 04초 42 | - 1.33초   | 최윤정 | 서울사대부중 | 1979. 08. 03     | 제51회 전국 학생 수영 대회                          | 대한민국 서울     |                       | 여중부 예선                                         |        |
|   | 1분 04초 04 | - 0.38초   | 김선희 | 상명여중     | 1980. 08. 09     | 제52회 동아 수영 대회                               | 대한민국 서울     | 서울운동장수영장      | ,                                                   |        |
|   | 1분 04초 01 | - 0.03초   | 김금희 | 상명여고]]   | 1981. 07. 17     | 제36회 전국 초중고대학일반 대항 수영 대회           | 대한민국 서울     | 서울 운동장 수영장    | [ 44 ]                                              |        |
|   | 1분 03초 95 | - 0.06초   | 김선희 | 이화여고     | 1981. 08. 29     | 제1회 아산기 쟁탈 수영 대회                         | 대한민국 서울     | 잠실 수영장           | [ 45 ]                                              |        |
|   | 1분 03초 86 | - 0.09초   | 김선희 | 이화여고     | 1981. 08. 30     | 제1회 아산기 쟁탈 수영 대회                         | 대한민국 서울     | 잠실 수영장           | 계영 400m 1번 영자.                                 |        |
|   | 1분 03초 76 | - 0.10초   | 최윤정 | 서울사대부중 | 1982. 10. 10     | 제62회 전국 체육 대회                               | 대한민국 서울     | 잠실 수영장           | [ 47 ]                                              |        |
|   | 1분 03초 68 | - 0.08초   | 최윤정 | 서울사대부중 | 1981. 10. 12     | 제62회 전국체육대회 (여고부 결선)                   | 대한민국 서울     | 잠실 수영장           | [ 48 ]                                              |        |
|   | 1분 02초 17 | - 1.51초   | 최윤정 | 서울사대부중 | 1982. 4. 13      | 상비군선발평가전                                    | 대한민국 서울     | 잠실 수영장           | [ 49 ]                                              |        |
|   | 1분 02초 12 | - 0.05초   | 최윤정 | 상명여고     | 1982. 7. 3       | 제37회 초중고대및일반대항전국수영대회               | 대한민국 서울     |                       | [ 50 ]                                              |        |
|   | 1분 02초 07 | - 0.05초   | 최윤정 | 상명여고     | 1982. 08. 03     | 제54회 동아 수영 대회                               | 대한민국 서울     |                       | [ 51 ]                                              |        |
|   | 1분 01초 92 | - 0.45초   | 최윤정 | 상명여고     | 1982. 09. 17     | 제1회 대통령기 쟁탈 전국 수영 대회                  | 대한민국 서울     | 잠실 수영장           | 여고부 예선                                         |        |
|   | 1분 01초 76 | - 0.16초   | 최윤정 | 상명여고     | 1982. 09. 19     | 제1회 대통령기 쟁탈 전국 수영 대회                  | 대한민국 서울     | 잠실 수영장           | 여고부 결선                                         |        |
|   | 1분 01초 43 | - 0.33초   | 김진숙 | 강남여중     | 1983. 6. 18      | 제3회 아산기쟁탈전국수영대회                        | 대한민국 서울     | 잠실 수영장           | [ 54 ]                                              |        |
|   | 1분 01초 26 | - 0.33초   | 김진숙 | 강남여중     | 1983. 07. 14     | 해군참모총장배 수영 대회                            | 대한민국 서울     | 서울 운동장 수영장    |                                                     |        |
|   | 1분 01초 25 | - 0.01초   | 김진숙 | 강남여중     | 1983. 08. 06     | 제55회 동아 수영 대회                               | 대한민국 서울     |                       | [ 55 ]                                              |        |
|   | 1분 00초 60 | - 0.65초   | 김진숙 | 강남여중     | 1983. 09. 04     | 제2회 대통령기 시도 대항 수영 대회 (예선)           | 대한민국 서울     | 잠실 수영장           | [ 56 ]                                              |        |
|   | 1분 00초 38 | - 0.22초   | 김진숙 |              | 1985. 06. 11     | 제66회 전국 체육 대회                               | 춘천              | [ 57 ]                |                                                     |        |
|   | 59초 48     | - 0.90초   | 김진숙 | 이화여고     | 1986. 03. 01     | 대표 선수 기록 평가회                               | 대한민국 서울     | 태릉훈련원수영장      | [ 58 ]                                              |        |
|   | 59초 41     | - 0.07초   | 김은정 | 대구여고     | 1989. 10. 07     | 제3회 아시아 에이지 그룹 수영 선수권 대회           | 일본 삿포로       |                       | [ 59 ]                                              |        |
|   | 59초 04     | - 0.37초   | 김은정 | 대구여고     | 1990. 04. 05     | 제45회 전국 수영 대회                               | 대한민국 대구     | 두류 수영장           | [ 60 ]                                              |        |
|   | 58초 87     | - 0.17초   | 이은주 | 부산사직여고 | 1991. 09. 12     | 제10회 대통령기 전국 수영 대회                      | 대한민국 청주     | 청주 실내 수영장      | [ 61 ]                                              |        |
|   | 58초 86     | - 0.01초   | 이은주 | 광명여고     | 1994. 03. 09     | 제49회 전국 수영 선수권 대회                        | 대한민국 전주     | 전주실내 수영장       |                                                     |        |
|   | 58초 26     | - 0.60초   | 이보은 | 부산사직여고 | 1994. 04. 13     | 제66회 동아 수영 대회                               | 대한민국 부산     | 사직 실내 수영장      | 예선.                                               |        |
|   | 58초 24     | - 0.02초   | 이보은 | 부산사직여고 | 1994. 04. 13     | 제66회 동아 수영 대회                               | 대한민국 부산     | 사직 실내 수영장      | 결선                                                |        |
|   | 58초 08     | - 0.16초   | 이보은 | 사직여고     | 1994. 06. 29     | 94 히로시마 아시안 게임 파견 수영 국가 대표 선발전  | 대한민국 서울     | 한국체육대학교 수영장 | [ 64 ]                                              |        |
|   | 57초 86     | - 0.22초   | 이보은 | 사직여고     | 1995. 07. 19     | 제15회 아산기 전국 수영 대회                        | 대한민국 부산     | 사직 실내 수영장      |                                                     |        |
|   | 57초 69     | - 0.17초   | 이보은 | 경성대       | 1996. 04. 13     | 제5회 아시아 수영 선수권 대회                       | 태국 방콕         | 후아막 실외풀         | [ 65 ]                                              |        |
|   | 56초 96     | - 0.55초   | 이보윤 | 경성대       | 1996. 10. 09     | 제77회 전국 체육 대회                               | 대한민국 춘천     | 춘천종합경기장 수영장 | 종전 8월 '96아시아에이지그룹선수권대회 자신(57초51) |        |
|   | 56초 71     | - 0.25초   | 조희연 | 대청중       | 1998. 07. 08     | 제26회 해군참모총장배 수영 대회                     | 대한민국 서울     | 올림픽수영장          | [ 66 ]                                              |        |
|   | 56초 69     | -0.02초    | 조희연 | 대청중       | 1998. 12         | 제13회 아시안 게임                                  | 태국 방콕         |                       |                                                     |        |
|   | 56초 21     | - 0.48초   | 선소은 | 초연중       | 2002. 10. 02     | 제14회 아시안 게임                                  | 대한민국 부산     | 사직 실내 수영장      | 4위                                                 |        |
|   | 55초 71     | - 0.50초   | 류윤지 | 둔촌고       | 2003. 07. 20     | 제10회 세계 수영 선수권 대회                        | 스페인 바르셀로나 | 팔라우 상 조르디      | 예선 1조 계영 400m 1번 영자                         |        |
|   | 55초 46     | - 0.25초   | 류윤지 | 서울대       | 2003. 07. 23     | 제76회 동아 수영 대회                               | 대한민국 아산시   | 아산시 실내 수영장    |                                                     |        |
|   | 55초 27     | - 0.19초   | 장희진 | 경북도청     | 2009. 06. 27     | 제28회 대통령배 전국 수영 대회                      | 대한민국 전주     | 완산 수영장           |                                                     |        |

## 같이 보기
- 수영 자유형 100m 세계 기록 추이
- 수영 대한민국 기록